# Powerpuff Pigerne - Filmen
Powerpuff Pigerne - Filmen (originaltitel The Powerpuff Girls Movie) er en amerikansk tegnefilm fra 2002, produceret af Cartoon Network Studios og udgivet af Warner Bros. Pictures. Filmen er baseret på tegnefilmserien Powerpuff Pigerne og er en prequel til serien, hvori oprindelsen af Blomst, Bobbel og Bellis beskrives.

## Handling
Professor Utonium forsøger at skabe de perfekte små piger med en blanding af sukker, krydderier og masser af søde sager, men samtidig med at han arbejder på dette, bliver han skubbet af sin chimpanse, Jojo, og det mærkelige stof Kemikalie X bliver spildt ned i blandingen. Professoren ender med tre piger, som han kalder Blomst, Bobbel og Bellis.
Professoren og pigerne holder snart af hinanden som en familie på trods af, at pigerne har svært ved at styre de superkræfter, de har fået som følge af tilsætning af Kemikalie X til blandingen. Tingene går ud af kontrol en dag: Professoren sender pigerne i skole, hvor pigerne lærer at lege fangeleg, men med deres superkræfter kan ikke styre sig, og da de leger legen i byen Townsville, ender de med at ødelægge en masse i byen. Samme aften prøver Professoren at få pigerne at skjule deres superkræfter for offentligheden, idet han siger, at det vil være svært for folk at forstå deres særlige kvaliteter.
De følgende dag bliver Professoren anholdt for at skabe pigerne, og pigerne bliver behandlet som udstødte på grund af de skader, de har forvoldt. Senere, da pigerne forsøger at gå hjem til fods, ender de med at fare vild. I en gyde møder de Jojo, hvis hjerne er blevet muteret af Kemikalie X, og som nu lever på gaden. Jojo fortæller pigerne, at han ønsker at gøre Townsville et bedre sted, og hvis de alle arbejder sammen, kan det ske. De bygger et laboratorium i et vulkan, og da de er færdige, tager Jojo pigerne med til zoologisk have som belønning. Men den aften kidnapper han alle aber i det zoologiske have, transporterer dem til sit laboratorium og begynder at mutere dem med Kemikalie X, mens pigerne genforenes med Professoren derhjemme.
Den næste dag forsøger pigerne at vise Professoren de gode ting, de tror, der sker for Townsville, kun for at finde Jojo og de muterede aber forårsage kaos i byen. Jojo kalder sig nu Mojo Jojo og fortæller offentligt, at pigerne hjalp ham, hvilket betyder, at alle i byen (herunder Professoren) vender sig mod pigerne. De fortvivlede pigerne flygter til en asteroide i det ydre rum, men kommer tillbage til Jorden efter at have hørt, at Professoren er i fare, og de lærer, at de kan bruge deres superkræfter til at bekæmpe de onde skurke. De formår at besejre hæren af aber og Mojo Jojo og blive de nye beskyttere af Townsville, Powerpuff Pigerne.

## Medvirkende
| Rolle             | Engelske stemmer | Danske stemmer   |
| ----------------- | ---------------- | ---------------- |
| Blomst            | Cathy Cavadini   | Marie Schjeldal  |
| Bobbel            | Tara Strong      | Louise Engell    |
| Bellis            | Elizabeth Daily  | Cecilie Stenspil |
| Mojo Jojo         | Roger L. Jackson | Peter Aude       |
| Professor Utonium | Tom Kane         | Lars Thiesgaard  |
| Fortælleren       | Tom Kenny        | Donald Andersen  |
| Borgmesteren      | Tom Kenny        | Ole Fick         |
| Sara Bellum       | Jennifer Martin  | Louise Engell    |
| Frk Keane         | Jennifer Hale    | Louise Engell    |

Øvrige Stemmer: Hans Henrik Bærentsen, Vibeke Dueholm, Kristian Flor, Camilla Lindhoff, Lasse Lunderskov, Pauline Rehné, Peter Røschke